# Ростенко, Андрей Олегович
Андрей Олегович Ростенко (род. 6 апреля 1969, Ташкент) — украинский и российский муниципальный деятель, политик. Глава администрации города Ялты (2014—2017). Заместитель министра культуры Республики Крым (с 2021).

## Биография
Родился 6 апреля 1969 года в городе Ташкенте. В 1990 году окончил Симферопольское высшее военно-политическое строительное училище, специальность: военно-политическая, квалификация: учитель истории и обществоведения. С августа 1986 по сентябрь 1991 служил в Вооруженных силах СССР.
С ноября 1991 по июнь 2000 года водитель-экспедитор малого предприятия «Сириус». С июня 2000 по август 2014 директор ООО «Фирма „Термодом“ которое занимается арендой и управлением недвижимостью.. В 2009 году окончил Институт последипломного образования Таврического национального университета им. В. И. Вернадского, специальность: международная экономика.
С августа 2014 по сентябрь 2014 года первый заместитель городского головы, Ялтинский городской совет. С сентября 2014 по ноябрь 2014 года исполняющий обязанности главы администрации города Ялты Республики Крым. С ноября 2014 по июль 2017 года глава администрации города Ялты. В конкурсе с К. В. Шимановским победил и выбран 37 депутатами из 39 присутствующих на сессии.
Являлся членом оргкомитета и принимал деятельное участие в организации в течение трёх лет Ялтинского международного экономического форума.
В 2016 году окончил Федеральное государственное автономное образовательное учреждение высшего образования „Крымский федеральный университет имени В. И. Вернадского“, специальность — государственное и муниципальное направление, магистр.
По земельному вопросу в Ялте в середине 2017 года были возбуждены уголовные дела по фактам необоснованного изменения назначения земельных участков, регистрации прав и договоров аренды. По требованию главы Крыма Сергея Аксёнова был уволен ряд городских чиновников и главный архитектор города. Андрей Ростенко уволился по собственному желанию. В мае 2018 года экс-мэра задержали в Москве. С. Аксёнов принял участие в судьбе соратника. „Считаю непрофессиональным возбуждение уголовного дела в отношении бывшего мэра Ялты“, — написал он на своей странице в Facebook. О поддержке Ростенко заявили депутаты Госдумы Андрей Козенко и Руслан Бальбек. Участок земли передали в собственность республики Крым, а экс-главу выпустили из СИЗО под подписку о невыезде. Вину Ростенко не признал, заявив о готовности сотрудничать со следствием..
С августа 2017 по октябрь 2019 года помощник Председателя Совета министров Республики Крым. С ноября 2019 по август 2020 года помощник Главы Республики Крым Главного управления по обеспечению деятельности Главы республики Крым. В 2020 году окончил Российскую академию народного хозяйства и государственной службы при Президенте Российской Федерации» в Москве, магистр, государственное и муниципальное управление.
С октября 2021 года назначен заместителем министра культуры Республики Крым — начальником департамента государственной охраны культурного наследия.